# Тури, Геза Давид
Геза Давид Тури (венг. Géza Dávid Turi; род. 6 октября 2001 года в Залаэгерсеге, Венгрия) — венгерский футболист, полузащитник клуба «Викингур».

## Клубная карьера
Геза является воспитанником «Викингура». 21 июня 2020 года он дебютировал за родной клуб в фарерской премьер-лиге, отыграв 75 минут в матче с «ЭБ/Стреймур». Всего в своём первом сезоне на взрослом уровне полузащитник провёл 14 встреч в высшем дивизионе архипелага. В следующем году Геза принял участие во всех 27 матчах чемпионата Фарерских островов. В сезоне-2022 он провёл 25 игр в премьер-лиге, впервые стал обладателем Кубка Фарерских островов, а также впервые сыграл в еврокубках: 6 июля игрок целиком отыграл встречу квалификации Лиги конференций с гибралтарской «Европой». 8 апреля 2023 года Геза забил первый гол на высшем уровне, поразив ворота фуглафьёрдурского «ИФ». Всего на его счету 3 мяча в 26 встречах сезона-2023. В 2024 году Геза принял участие в 26 матчах фарерской премьер-лиги, отметившись 5 забитыми голами, а его клуб выиграл этот турнир.

## Международная карьера
Будучи уроженцем Залаэгерсега, Геза имеет право на выступление в составе национальной сборной Венгрии. Несмотря на то, что с пятилетнего возраста Геза жил на Фарерских островах, он долгое время не имел права выступать за сборную архипелага из-за отсутствия датского подданства. Полузащитник привлекался к тренировкам с молодёжной сборной Фарерских островов, но не дебютировал за неё из-за затянувшегося процесса оформления документов. В декабре 2024 года Геза получил гражданство и право выступления за фарерскую национальную команду.

## Статистика выступлений
| Выступление      | Выступление      | Выступление      | Лига | Лига | Кубки | Кубки | Еврокубки | Еврокубки | Прочие | Прочие | Итого | Итого |
| Клуб             | Лига             | Сезон            | Игры | Голы | Игры  | Голы  | Игры      | Голы      | Игры   | Голы   | Игры  | Голы  |
| ---------------- | ---------------- | ---------------- | ---- | ---- | ----- | ----- | --------- | --------- | ------ | ------ | ----- | ----- |
| Викингур         | Премьер-лига     | 2020             | 14   | 0    | 4     | 0     | 0         | 0         | 0      | 0      | 18    | 0     |
| Викингур         | Премьер-лига     | 2021             | 27   | 0    | 4     | 0     | 0         | 0         | 0      | 0      | 31    | 0     |
| Викингур         | Премьер-лига     | 2022             | 25   | 0    | 5     | 0     | 4         | 0         | 0      | 0      | 34    | 0     |
| Викингур         | Премьер-лига     | 2023             | 26   | 3    | 1     | 0     | 2         | 0         | 1      | 0      | 30    | 3     |
| Викингур         | Премьер-лига     | 2024             | 26   | 5    | 3     | 0     | 4         | 0         | 0      | 0      | 33    | 5     |
| Викингур         | Итого            | Итого            | 118  | 8    | 17    | 0     | 10        | 0         | 1      | 0      | 146   | 8     |
| Всего за карьеру | Всего за карьеру | Всего за карьеру | 118  | 8    | 17    | 0     | 10        | 0         | 1      | 0      | 146   | 8     |

## Достижения
«Викингур»
- Чемпион Фарерских островов (1): 2024
- Обладатель Кубка Фарерских островов (1): 2022

## Личная жизнь
Отец Гезы, Геза Тамаш Тури — бывший футбольный вратарь, выступавший на родине и на Фарерских островах.